# Elena Kaliská
Elena Kaliská (Zvolen, 19 januari 1972) is een Slowaaks kanovaarster gespecialiseerd in slalom.
Kaliská won tweemaal olympisch goud in de K-1 tijdens de Olympische Zomerspelen 2004 en 2008. Kaliská werd alleen in 2005 wereldkampioen individueel. Op 46-jarige leeftijd nam Kaliská in 2018 nog deel aan de wereldkampioenschappen.

## Belangrijkste resultaten

### Olympische Zomerspelen
| Editie | Plaats  | Resultaten     |
| ------ | ------- | -------------- |
| 1996   | Atlanta | 19e K-1 Slalom |
| 2000   | Sydney  | 4e K-1 Slalom  |
| 2004   | Athene  | K-1 Slalom     |
| 2008   | Peking  | K-1 Slalom     |

### Wereldkampioenschappen kanoslalom
| Jaar | Plaats              | Resultaten                         |
| ---- | ------------------- | ---------------------------------- |
| 1993 | Mezzana Rabattone   | 9e K-1 Slalom 7e K-1 Slalom team   |
| 1995 | Nottingham          | 19e K-1 Slalom 8e K-1 Slalom team  |
| 1997 | Três Coroas         | 7e K-1 Slalom 5e K-1 Slalom team   |
| 1999 | La Seu d'Urgell     | 6e K-1 Slalom 4e K-1 Slalom team   |
| 2002 | Bourg-Saint-Maurice | 10e K-1 Slalom 4e K-1 Slalom team  |
| 2003 | Augsburg            | 11e K-1 Slalom 6e K-1 Slalom team  |
| 2005 | Penrith             | K-1 Slalom                         |
| 2006 | Praag               | 4e K-1 Slalom 4e K-1 Slalom team   |
| 2007 | Foz do Iguaçu       | K-1 Slalom · 4e K-1 Slalom team    |
| 2009 | La Seu d'Urgell     | 9e K-1 Slalom · K-1 Slalom team    |
| 2011 | Bratislava          | 7e K-1 · K-1 Slalom team           |
| 2013 | Praag               | 9e K-1 6e K-1 Slalom team          |
| 2014 | Deep Creek Lake     | 33e K-1 Slalom · K-1 Slalom team   |
| 2015 | Londen              | 39e K-1 Slalom 5e K-1 Slalom team  |
| 2017 | Pau                 | 28e K-1 Slalom 7e K-1 Slalom team  |
| 2018 | Rio de Janeiro      | 15e K-1 Slalom 11e K-1 Slalom team |

1972: Angelika Bahmann ·
1992: Elisabeth Micheler ·
1996: Štěpánka Hilgertová ·
2000: Štěpánka Hilgertová ·
2004: Elena Kaliská ·
2008: Elena Kaliská ·
2012: Émilie Fer ·
2016: Maialen Chourraut ·
2020: Ricarda Funk ·
2024: Jessica Fox
- Virtual International Authority File: 2056156565718023500001